# Всемирный социальный форум
Всемирный социальный форум, ВСФ — международная встреча, проводимая ежегодно в противовес Всемирному экономическому форуму в Давосе и объединяющая активистов многих социальных движений со всего мира, которые ищут альтернативу предлагаемой неолиберализмом модели глобализации.

## Краткое описание
На ВСФ встречаются представители альтерглобалистского и антиглобалистского движений, зелёные, активисты студенческих, рабочих, крестьянских и женских движений, а также участники многих других социальных движений и неправительственных организаций. Встречи проводятся в виде всевозможных семинаров, дискуссий, демонстраций, акций. Главными целями являются борьба за демократию «снизу», за преодоление эксплуатации в странах Третьего мира, за социализм; решение экологических проблем, расширение возможностей образования и всестороннего развития человека. Основными принципами проведения ВСФ являются открытость, демократичность, дискуссионность. Количество участников ВСФ, которые приезжают со всего мира, с каждым годом растет, и уже превысило цифру в 100 000.

## История ВСФ
Первый Всемирный социальный форум проходил в городе Порту-Алегри в Бразилии с 25 по 30 января 2001 года. В его организации принимали участие многие движения и общественные организации, включая французскую АТТАК (Ассоциация за налогообложение финансовых сделок во благо граждан). Частично 1-й ВСФ был проведен при помощи и финансовой поддержке администрации Порту-Алегри, во главе которой тогда стояли представители бразильской Партии трудящихся. Этот город в то время стал экспериментальной моделью в области местного самоуправления, комбинирующей традиционные представительные институты власти и открытую ассамблею с участием граждан. На этом форуме было официально зарегистрировано 5 000 участников из 117 стран и несколько тысяч участников из Бразилии. На открытии форума присутствовало около 4 000 человек, в массовой демонстрации, последовавшей за открытием, в центре Порту-Алегри приняло участие более 10 000 человек.
Второй ВСФ также проходил в Порту-Алегри с 31 января по 5 февраля 2002 года. Официально в нём принимало участие 12 тысяч делегатов из 123 стран мира. Общее количество участников составило около 60 000 человек. На нём была принята резолюция «Сопротивление неолиберализму, войне и милитаризму: за мир и социальную справедливость». В Порту-Алегри в январе 2003 года проводился и третий ВСФ. Среди участников и выступающих на этом форуме был Ноам Хомский.
Четвёртый ВСФ проходил в Индии в Мумбае с 16 по 21 января 2004 года. Всего в его работе участвовало по разным оценкам от 100 до 125 тысяч человек. На нём было принято решение о поддержке идеи свободного программного обеспечения. Одним из ключевых выступающих на форуме был бывший шеф-экономист Всемирного банка, а теперь критик неолиберальной экономической модели Джозеф Стиглиц.
Пятый ВСФ проходил вновь в городе Порту-Алегри с 25 по 31 января 2005 года. На нём было зарегистрировано более 155 000 участников из 135 стран мира, большинство которых составили активисты из Бразилии, Аргентины, США, Уругвая и Франции. По итогам проведения форума был выпущен Манифест Порту-Алегри. Шестой ВСФ проводится в нескольких местах и с определенными интервалами во времени. В январе 2006 года форум прошёл в Каракасе (Венесуэла) и Бамако (Мали), а в марте этого же года в Карачи (Пакистан).
В январе 2007 года в Найроби в Кении проходил седьмой ВСФ. На нём было зарегистрировано 66 000 участников и 1 400 организаций из 110 стран. Этот форум очень многими критиковался, как «ярмарка НГО». «Это был первый полноценный ВСФ, состоявшийся в Африке (Мали была одним из мест проведения полицентричного ВСФ в прошлом году). Однако форум был отмечен крайне слабым представительством социальных активистов из стран Африки — или даже так: от глобального юга. Безусловно, это свидетельствует о том, что дебаты и обсуждения были ограничены… Белый Север, с его гегемонистской ограниченностью, был более чем представлен. Социальные движения Юга были явно слабо представлены на форуме», — говорилось в одном из критических материалов, посвященных ВСФ.
Восьмой ВСФ не проходил в 2008 году. Вместо него был организован Всемирный день единых действий, прошедший 26 января. В этот день акции прошли во многих странах мира, в том числе и в России. Девятый ВСФ проходил в городе Белен, расположенном в лесах реки Амазонка в Бразилии с 27 января по 1 февраля 2009 года.

## Региональные социальные форумы
Кроме ВСФ проходит множество соцфорумов на региональном уровне. С 2002 года регулярно проводятся Европейские социальные форумы. В 2003 году состоялся первый и пока единственный Азиатский социальный форум. В 2005 году прошёл также пока единственный Средиземноморский социальный форум. С 2001 года регулярно проводится Южноафриканский социальный форум.
Также в некоторых странах проводятся национальные и локальные социальные форумы: Итальянский социальный форум, Индийский социальный форум, Бостонский социальный форум, Ливерпульский социальный форум, Социальный форум США, Украинский социальный форум, Социальный форум Белоруссии. В России в 2005 и 2006 годах проходили Российские социальные форумы, также регулярно с 2003 года проходят Сибирские социальные форумы, а в 2009 году состоялся Уральский социальный форум.

## Список проходивших ВСФ
- 1-й — 20 января — 30 января 2001 — Порту-Алегри (Бразилия)
- 2-й — 31 января — 5 февраля 2002 — Порту-Алегри (Бразилия)
- 3-й — январь 2003 — Порту-Алегри (Бразилия)
- 4-й — 16 января — 21 января 2004 — Мумбай (Индия)
- 5-й — 26 января — 31 января 2005 — Порту-Алегри (Бразилия)
- 6-й — январь 2006 — Каракас (Венесуэла), Бамако (Мали); март 2006 — Карачи (Пакистан)
- 7-й — январь 2007 — Найроби (Кения)
- 8-й — 26 января 2008 — Глобальный день действий
- 9-й — 27 января — 1 февраля 2009 — Белен (Бразилия)
- 10-й — 26 января — 30 января 2010 — Порту-Алегри (Бразилия)
- 11-й — 6 февраля — 11 февраля 2011 — Дакар (Сенегал)
- 12-й — 24-29 января 2012 — Порту-Алегри (Бразилия)
- 13-й — 26-30 марта 2013 — Тунис (Тунис)[10]
- 14-й — 23-28 марта 2015 — Тунис (Тунис)[11]
- 15-й — 9-14 августа 2016 — Монреаль (Квебек)[12].
- 16-й — 13-16 марта 2018 — Салвадор (Бразилия).
- 17-й — 23-31 января 2021 — онлайн.
- 18-й — 1-6 мая 2022 — Мехико (Мексика) и онлайн[13].
- 19-й — 15-19 января 2024 — Катманду (Непал)[14].

### Основные сайты
- Сайт движения Всемирных социальных форумов

### Действующие сайты прошедших ВСФ
- Сайт ВСФ в Мумбае — 2004
- Сайт ВСФ в Бамако — 2006
- Сайт ВСФ в Дакаре — 2011 Архивная копия от 30 апреля 2011 на Wayback Machine